# Walton Cole
Walton Cole (1923-1998) fut directeur général de l'agence de presse Reuters de 1959 à 1964.
Rédacteur en chef de l'agence pendant la Seconde Guerre mondiale, il recrute Don Campbell, écossais comme lui, qu'il avait recruté en 1943  pour couvrir la campagne d'Afrique du Nord de la 8e armée américaine du général Montgomery. Il triple le nombre de correspondants et le chiffre d'affaires de Reuters au cours des années 1940.
Il a succédé à Christopher Chancellor, et qui a dirigé Reuters dans les années 1940 et 1950. En 1961, il appelle à ses côtés Gerald Long, qui lui succède en 1964.